# واگنله
واگنله (به لاتین: Wagnelée) یک منطقهٔ مسکونی در بلژیک است که در فلورو واقع شده‌است.